# The Bell Witch (EP)
The Bell Witch (en español, La Bruja Bell) es un álbum musical en formato EP para promover la unificación de la banda Mercyful Fate y el nuevo álbum de estudio In the Shadows.
Salió al mercado en 1994 a través de la discográfica Metal Blade Records.
El título se basa en la leyenda americana Bell Witch, cuenta con dos pistas de In the Shadows de la cual surge "The Bell Witch" y cuatro pistas en vivo.

## Lista de canciones
| The Bell Witch |                         |              |          |  |
| N.º            | Título                  | Escritor(es) | Duración |  |
| 1.             | «The Bell Witch»        | King Diamond | 4:34     |  |
| 2.             | «Is that You, Melissa»  |              | 4:37     |  |
| 3.             | «Curse of the Pharaohs» |              | 4:24     |  |
| 4.             | «Egypt»                 |              | 4:53     |  |
| 5.             | «Come to the Sabbath»   |              | 6:48     |  |
| 6.             | «Black Funeral»         |              | 3:40     |  |
| 28:56          |                         |              |          |  |

## Integrantes
- King Diamond - vocalista
- Hank Sherman - guitarrista
- Michael Denner - guitarrista
- Sharlee D'Angelo - bajista
- Snowy Shaw - baterista